# Estrambotisme

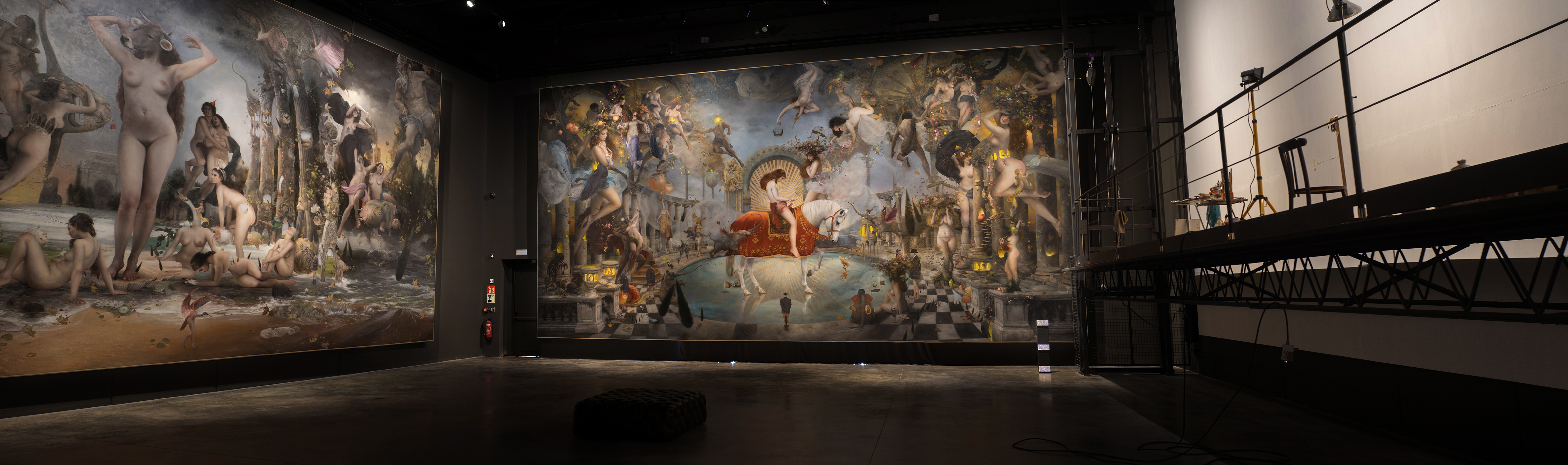
Sala de la Trilogia Estrambòtica del Espai Quim Hereu al DOR Museum

L'estrambotisme és un moviment artístic nascut l'any 1974 a l'Empordà (Catalunya) de la mà de Joan Fuster i Gimpera (Torroella de Montgrí 1917-2011), la continuació del qual fou encarregada pel pare del moviment al seu hereu testamentari Quim Hereu (Girona 1963), el qual va ser ordenat amb la tasca de donar a conèixer el moviment estrambòtic arreu del món.
El seu creador, Joan Fuster, utilitza per primera vegada aquest substantiu per definir la seva obra. Per determinades circumstàncies, i malgrat la prolífica producció artística de Fuster, aquest nou corrent acabat de néixer, resta tancat, adormit, pràcticament oblidat a l'estudi del mateix Joan Fuster, fins que l'any 2004, aquest coneix al pintor Quim Hereu (Girona 1963). Ràpidament, les múltiples afinitats personals i uns processos creatius idèntics, faran que neixi una gran amistat entre els dos artistes. És en aquest moment que Joan Fuster parla a Quim Hereu de l'estrambotisme. Hereu queda absolutament fascinat i impressionat amb aquest concepte nou per a ell. L'amistat entre els dos pintors segueix creixent en la mateixa intensitat que creix la implicació d'Hereu amb el fet estrambòtic. I aleshores, l'any 2010, succeeix un fet extraordinari: Fuster converteix a Hereu en l'Hereu Testamentari de l'Estrambotisme, per mitjà d'un petit poema en forma de versicle, al mateix temps que li demana que continuï la tasca que ell va començar amb relació a aquest nou corrent empordanès que havia creat. El poema diu així :
El teu nom premonitori

anuncia un testament

que jo, com pare conscient,

vull treure de l'escriptori.

Ets hereu des d'aquest moment,

d'un isme amb patrimoni

d'estrambot visionari,

d'un ideal sens precedent

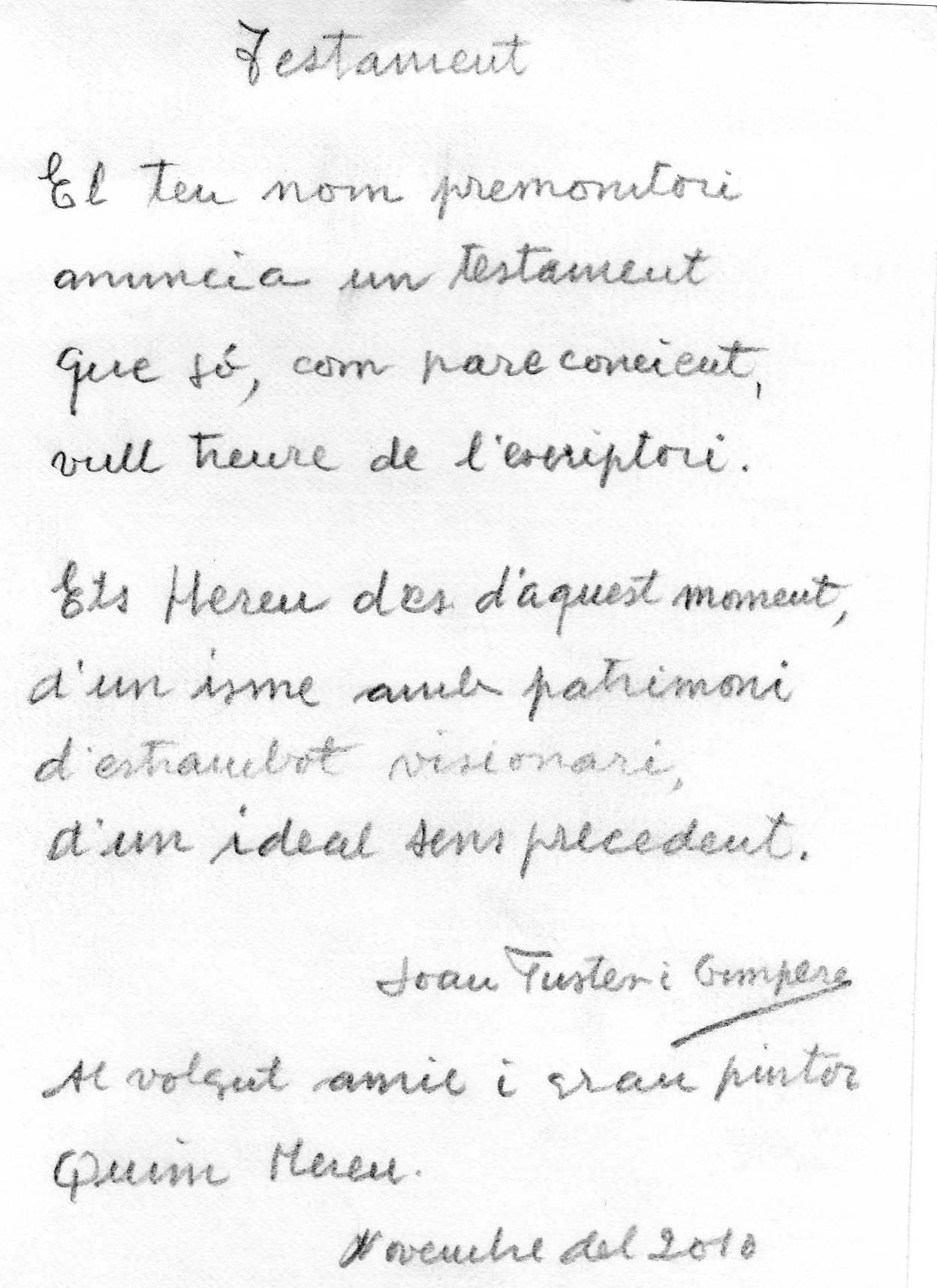
Testament de L'Estrambotisme, de la mà del seu pare, Joan Fuster

Joan Fuster i Gimpera - Al volgut amic i gran pintor Quim Hereu
Hereu accepta aquest llegat com si fos un autèntic tresor i a partir d'aquest moment redefineix el seu propi estrambotisme impulsant-lo amb força el 2011 amb el projecte Llegendarium Estrambòtic. La mort de Fuster el setembre de 2011, farà que no pugui veure acabat aquest projecte artístic que havien començat junts.

## Què és una obra estrambòtica
Una obra estrambòtica consisteix a pintar i dibuixar coses rares, estranyes, insòlites...en definitiva, estrambòtiques. La base del procés és la imaginació, que s'utilitza intensament i s'aplica amb un control absolut de la raó i sense fer cap concessió a l'automatisme.
Durant el procés creatiu, es juga amb l'astúcia d'alterar i modificar les propietats i formes inherents dels objectes que intervenen a l'obra, fent que el resultat final sigui d'allò més insòlit. Un canti, per exemple, es pot transformar en una ballarina que vola per l'escenari mentre li brollen branques per tot arreu.
Ni el subconscient ni el món oníric, tenen un paper preponderant en la creació d'una obra estrambòtica, sinó que tota la substantivitat creadora brolla de la imaginació de l'artista, transfigurant la realitat i donant així un nou sentit a la composició.
Sempre es busca un equilibri de composició, un ritme i una harmonia en les que el dibuix hi és ben present. Les formes son objecte d'estudi clínic, fins a aconseguir el resultat buscat. En el procés creatiu estrambòtic, l'artista juga amb els elements que l'envolten i en fa una anàlisi extremadament concisa, fins que amb una astúcia premeditada n'altera les seves formes i funcions naturals, quedant tot sotmès a la seva voluntat i caprici.
Tot això, en mans de l'artista, provoca la creació d'un món absolutament original i estrambòtic.